# Zenobi
|  | Per a altres significats, vegeu «Zenobi (desambiguació)». |

Zenobi (grec antic: Ζηνόβιος, llatí: Zenobius) fou un escriptor i gramàtic grec que va viure a Roma en temps d'Hadrià.
Fou autor d'una col·lecció de proverbis, que segons la Suïda en realitat és un epítom de les obres de Lucil·li de Tarra i Dídim d'Alexandria. Els proverbis estaven arranjats alfabèticament i dividits en centenars. L'última divisió és incompleta i el total de proverbis recollits és de 552.
Entre les obres no conservades hi ha una traducció al grec de l'obra de l'historiador romà Sal·lusti, i una obra titulada Γενεθλιακόν dirigida a l'emperador Adrià, a més d'algun altre llibre. No s'ha de confondre amb un escriptor del mateix nom, autor d'un epigrama.